# Neil Sloane
Pour les articles homonymes, voir Sloane.

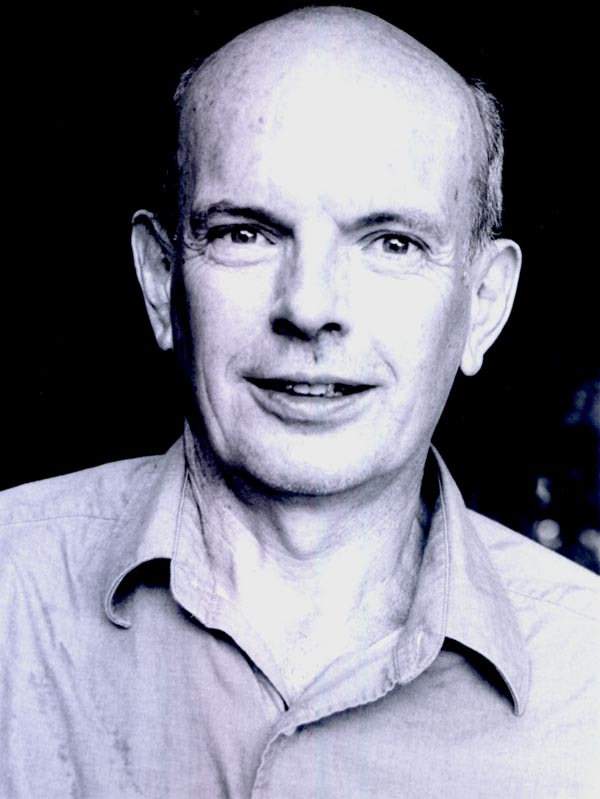
N. J. A. Sloane en 1997

Neil James Alexander Sloane (né le 10 octobre 1939 à Beaumaris, sur l'île galloise d'Anglesey) est un mathématicien britannico-américain. Ses principales contributions concernent la combinatoire, les codes correcteurs et les empilements de sphères, mais il est surtout connu pour la création et la maintenance de l'Encyclopédie en ligne des suites de nombres entiers. Ce qui est au départ en 1995 une extension internet de son encyclopédie papier et est hébergée par son employeur devient une institution de la communauté mathématique, propriété d'une fondation à but non lucratif pour continuer à être accessible et à s'améliorer après sa mort grâce à ses centaines de contributeurs bénévoles.

## Carrière
Sloane obtient un B.A. à l'université de Melbourne en 1960, puis un Ph.D. à l'université Cornell en 1967, avec un mémoire intitulé Lengths of Cycle Times in Random Neural Networks et encadré par Wolfgang Fuchs.
Sloane entre aux Laboratoires Bell en 1968 et en devient fellow en 1998. Il est aussi fellow de l'IEEE et membre de la National Academy of Engineering. Son nombre d'Erdős est 2, puisqu'il a publié des articles et ouvrages avec John Horton Conway. 
C'est aussi un grand amateur d'escalade et il écrit en collaboration deux guides sur l'escalade dans le New Jersey,.

## Prix et distinctions
Il reçoit le prix Chauvenet en 1979, le prix Claude-Shannon en 1998 et la médaille Richard-Hamming en 2005.
En 2008 il est lauréat du prix Robbins pour l'article « The on-line encyclopedia of integer sequences », Notices of the American Mathematical Society, 50:912-915, 2003.
En 2013, il reçoit le Prix Pólya décerné par la Mathematical Association of America, pour son article « Carryless Arithmetic Mod 10 » publié dans The College Mathematics Journal (en), Vol. 43:1,(2012), 43-50.

## Principales publications
- A Handbook of Integer Sequences, Academic Press, 1973
- (avec Jessie MacWilliams) The Theory of Error-Correcting Codes, Elsevier/North-Holland, 1977
- (avec M. Harwit) Hadamard Transform Optics, Academic Press, 1979
- (éd. avec A. D. Wyner (en)) Claude Elwood Shannon: Collected Papers, IEEE Press, 1993
- (avec S. Plouffe) The Encyclopedia of Integer Sequences, Academic Press, 1995
- (avec J. H. Conway) Sphere Packings, Lattices and Groups, Springer-Verlag, 3e éd., 1998
- (avec A. S. Hedayat et J. Stufken) Orthogonal Arrays: Theory and Applications, Springer, 1999
- (avec G. Nebe et E. M. Rains) Self-Dual Codes and Invariant Theory, Springer, 2006